# 歌川春富
歌川 春富（うたがわ はるとみ、生没年不詳）とは、明治時代の浮世絵師。

## 来歴
歌川芳春の門人。明治6年（1873年）建立の一勇斎歌川先生墓表に、「芳春社中」として「春富」の名があるが、その他の経歴や作については不明。